# Heteronitis pauliani
Heteronitis pauliani är en skalbaggsart som beskrevs av Emile Janssens 1942. Heteronitis pauliani ingår i släktet Heteronitis och familjen bladhorningar. Inga underarter finns listade i Catalogue of Life.